# Emma Seligman
Emma Seligman est une réalisatrice et scénariste canadienne.

## Biographie
Emma Seligman est élevée dans une communauté ashkénaze réformée de Toronto. Elle réalise sa cérémonie de Bat-mitzvah sur le site de Masada en Israël,. Elle défend ses origines juives, et revendique sa bisexualité.
Adolescente, elle contribue à des critiques de films pour le Huffington Post. Elle étudie le cinéma à la Tisch School of the Arts de l'Université de New York, dont elle est diplômée en mai 2017. Pendant ses études, elle réalise différents courts métrages, dont Lonewoods (2017), Void (2017) et Shiva Baby (2018),.
En 2021, Emma Seligman s’installe à Los Angeles.

## Carrière professionnelle
Son film de fin d’études, Shiva Baby, est présenté lors du festival du film South by Southwest en 2018. À la même période, elle débute l’écriture et l’adaptation en long métrage de Shiva Baby, dont la sortie est effective en salles en 2021,,,.
Le film relate l’histoire de Danielle, une jeune femme en master, qui entretient une relation sexuelle tarifée avec Max, un homme marié. La situation prend une tournure inattendue lorsque Danielle tombe sur Max, lors d’une Shiv'ah, un rituel juif qui est accompli après la mort d’un proche,,,.
Les films d’Emma Seligman se concentrent principalement sur la sexualité, et en particulier la relation entre les femmes et leur sexualité. La réalisatrice décrit son processus de réalisation comme une expérience collaborative, bien qu'elle consacre beaucoup de temps à l'écriture, et apprécie de pouvoir discuter de leur travail avec ses acteurs.
En tant que scénariste et réalisatrice, Emma Seligman connaît un premier succès pour le long métrage Shiva Baby. Le film est présenté en avant-première lors du festival South by Southwest 2020 et du Festival international du film de Toronto de 2020,. Shiva Baby est nommé pour le Jordan Ressler First Feature Award au Festival international du film de Miami . La réalisatrice remporte le prix du meilleur scénario à Outfest. La même année, Emma Seligman figure sur la liste des dix scénaristes à suivre du Variety / Mill Valley Film Festival,.
En 2020, la comédie Shiva Baby est présenté pour la première fois en France, lors du Festival du cinéma américain de Deauville.

## Filmographie

### Cinéma

#### Courts métrages
- 2017 : Void
- 2018 : Shiva Baby

#### Longs métrages
- 2020 : Shiva Baby
- 2023 : Bottoms

## Récompenses
- 2020 : Prix du public du meilleur film pour Shiva Baby, Adelaide Film Festival
- 2020 : Prix du meilleur scénario pour Shiva Baby, Indie Memphis Film Festival
- 2020 : Grand Prix du Jury - Meilleur scénario pour un long métrage américain pour Shiva Baby, L.A. Outfest